# Boxe nos Jogos Pan-Americanos de 2023 - Até 57 kg feminino
A competição da categoria até 57 kg feminino  do boxe nos Jogos Pan-Americanos de 2023 em Santiago, Chile, foi realizada de 20 a 27 de outubro no Centro de Treinamento Olímpico. Um total de 14 boxeadoras de 14 CONs competiram.
As quatro semifinalistas se classificaram aos Jogos Olímpicos de Verão de 2024 em Paris, França.

## Qualificação
Houve uma cota de 130 boxeadores para a competição (10 por categoria). O país-sede (Chile) recebeu vagas automáticas para todos os eventos. O restante das vagas foram concedidas através de diversos torneios qualificatórios. Todavia, o Comitê Olímpico Internacional decidiu posteriormente que a competição seria um evento de registro aberto, o que significava que um CON poderia inscrever um boxeador diretamente no torneio.

## Formato da competição
Como todos os eventos pan-americanos de boxe, a competição é um torneio direto de eliminação. Ambos os perdedores da semifinal recebem medalhas de bronze, então nenhum boxeador compete novamente após a primeira derrota. Os combates consistem em um sistema de pontuação em 3 rounds, onde o vencedor de cada round deve receber 10 pontos e o perdedor uma quantidade menor. Cinco juízes avaliam cada luta. O vencedor será o boxeador que mais marcou no final da partida.

## Medalhistas
| Ouro   | BRA Jucielen Romeu                      |
| Prata  | COL Valeria Arboleda                    |
| Bronze | VEN Omailyn Alcalá PUR Ashleyann Lozada |

## Resultados
As pugilistas se enfrentam em lutas eliminatórias até a definição das medalhistas. As perdedoras das semifinais conquistam automaticamente as medalhas de bronze.
|  | Oitavas de final        | Oitavas de final        | Oitavas de final |  |  | Quartas de final      | Quartas de final      | Quartas de final     |   |                      | Semifinais           | Semifinais           | Semifinais |  |  | Final | Final | Final |
|  |                         |                         |                  |  |  |                       |                       |                      |   |                      |                      |                      |            |  |  |       |       |       |
|  |                         |                         |                  |  |  |                       |                       |                      |   |                      |                      |                      |            |  |  |       |       |       |
|  |                         |                         |                  |  |  | CHI Tamara Maturana   | CHI Tamara Maturana   | 0                    |   |                      |                      |                      |            |  |  |       |       |       |
|  | DOM Miguelina Hernández | DOM Miguelina Hernández | 0                |  |  | COL Valeria Arboleda  | COL Valeria Arboleda  | 5                    |   |                      |                      |                      |            |  |  |       |       |       |
|  | COL Valeria Arboleda    | COL Valeria Arboleda    | 5                |  |  |                       |                       |                      |   | COL Valeria Arboleda | COL Valeria Arboleda | 3                    |            |  |  |       |       |       |
|  | PUR Ashleyann Lozada    | PUR Ashleyann Lozada    | 5                |  |  |                       | PUR Ashleyann Lozada  | PUR Ashleyann Lozada | 2 |                      |                      |                      |            |  |  |       |       |       |
|  | PAR Minerva Montiel     | PAR Minerva Montiel     | 0                |  |  | PUR Ashleyann Lozada  | PUR Ashleyann Lozada  | 5                    |   |                      |                      |                      |            |  |  |       |       |       |
|  | CAN Marie Al-Ahmadieh   | CAN Marie Al-Ahmadieh   | 3                |  |  | CAN Marie Al-Ahmadieh | CAN Marie Al-Ahmadieh | 0                    |   |                      |                      |                      |            |  |  |       |       |       |
|  | USA Alyssa Mendoza      | USA Alyssa Mendoza      | 2                |  |  |                       |                       |                      |   |                      | COL Valeria Arboleda | COL Valeria Arboleda | 0          |  |  |       |       |       |
|  | VEN Omailyn Alcalá      | VEN Omailyn Alcalá      | 4                |  |  |                       | BRA Jucielen Romeu    | BRA Jucielen Romeu   | 5 |                      |                      |                      |            |  |  |       |       |       |
|  | EAI Leilany Reyes       | EAI Leilany Reyes       | 1                |  |  | VEN Omailyn Alcalá    | VEN Omailyn Alcalá    | 5                    |   |                      |                      |                      |            |  |  |       |       |       |
|  | MEX Jennifer Carrillo   | MEX Jennifer Carrillo   | 1                |  |  | CUB Legnis Calá       | CUB Legnis Calá       | 0                    |   |                      |                      |                      |            |  |  |       |       |       |
|  | CUB Legnis Calá         | CUB Legnis Calá         | 4                |  |  |                       |                       |                      |   | VEN Omailyn Alcalá   | VEN Omailyn Alcalá   | 1                    |            |  |  |       |       |       |
|  | BRA Jucielen Romeu      | BRA Jucielen Romeu      | 5                |  |  |                       | BRA Jucielen Romeu    | BRA Jucielen Romeu   | 4 |                      |                      |                      |            |  |  |       |       |       |
|  | ARG Milagros Herrera    | ARG Milagros Herrera    | 0                |  |  | BRA Jucielen Romeu    | BRA Jucielen Romeu    | 5                    |   |                      |                      |                      |            |  |  |       |       |       |
|  |                         |                         |                  |  |  | PER Daisy Bamberger   | PER Daisy Bamberger   | 0                    |   |                      |                      |                      |            |  |  |       |       |       |
|  |                         |                         |                  |  |  |                       |                       |                      |   |                      |                      |                      |            |  |  |       |       |       |